# Миссия ООН по проведению референдума в Западной Сахаре
Миссия Организации Объединённых Наций по проведению референдума в Западной Сахаре (англ. United Nations Mission for the Referendum in Western Sahara; араб. بعثة الأمم المتحدة لتنظيم استفتاء في الصحراء الغربية‎; фр. Mission des Nations Unies pour l'Organisation d'un Référendum au Sahara Occidental; исп. Misión de las Naciones Unidas para la Organización de un Referéndum en el Sáhara Occidental; МООНРЗС) — миротворческая миссия, созданная в результате плана урегулирования (соглашение между Фронтом Полисарио и Марокко).

## История

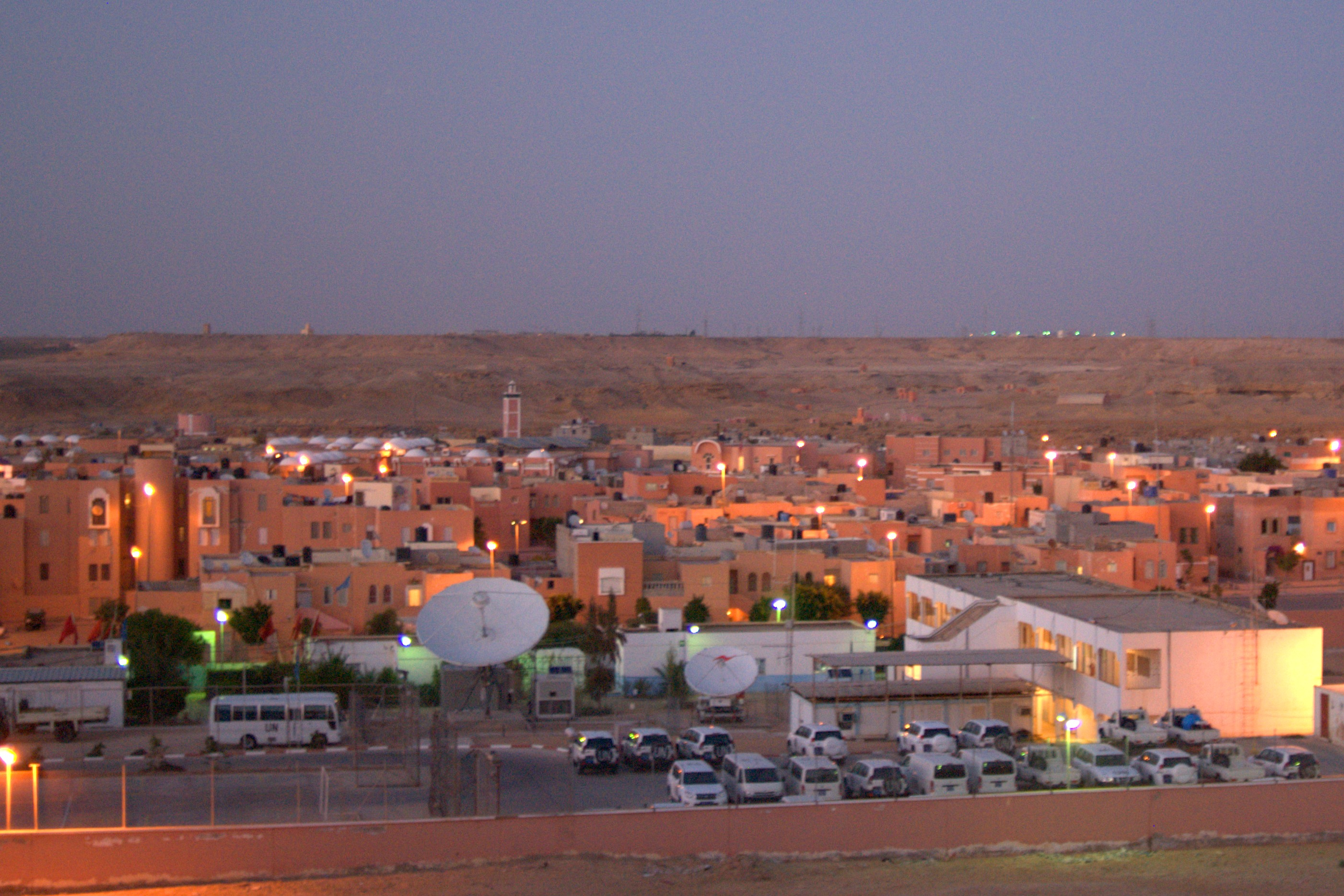
Штаб-квартира МООНРЗС в Эль-Аюне, Западная Сахара, 2 июня 2012 года.

Миссия ООН по проведению референдума в Западной Сахаре была учреждена резолюцией № 690 Совета Безопасности ООН от 29 апреля 1991 года в соответствии с предложениями по урегулированию, принятыми 30 августа 1988 года Марокко и Народным фронтом освобождения (Фронтом Полисарио).
Миссия финансируется в рамках специального отдельного счёта, бюджет которого утверждается Генеральной Ассамблеей ООН на ежегодной основе.
27 августа 2021 г. Генеральный секретарь ООН назначил своим Специальным представителем по Западной Сахаре и главой Миссии по проведению референдума в Западной Сахаре россиянина Александра Иванько.

## Функции
По данным Организации Объединенных Наций, МООНРЗС первоначально была уполномочена в соответствии с планом урегулирования:
- следить за прекращением огня;
- проверить сокращение численности марокканских войск;
- следить за нахождением марокканских войск и войск Фронта ПОЛИСАРИО в установленных местах;
- предпринять шаги по обеспечению освобождения всех западносахарских политических заключенных или задержанных;
- контролировать обмен военнопленными, который будет осуществляться Международным комитетом Красного Креста (МККК);
- репатриировать беженцев из Западной Сахары — задача, которую будет выполнять Управление Верховного комиссара Организации Объединенных Наций по делам беженцев;
- регистрировать избирателей;
- организовать и обеспечить свободный и справедливый референдум и объявить результаты;
- уменьшить угрозу неразорвавшихся боеприпасов и мин[5].

## Цели
Референдум о независимости был первоначально намечен на 1992 год, но из-за конфликтов его не удалось провести. Обе стороны обвиняли друг друга в затягивании процесса. В 1997 году Хьюстонское соглашение должно было возобновить этот процесс, но снова провалилось. В 2003 году был запущен План Бейкера, который заменил План урегулирования, но, был отклонен Марокко. Марокко настаивало на том, чтобы все жители территории имели право голоса на референдуме. После Зеленого марша 1975 года марокканское государство спонсировало схемы поселений, соблазняя тысячи марокканцев переехать в оккупированную Марокко часть Западной Сахары (80 % территории). К 2015 году было подсчитано, что марокканские поселенцы составляли не менее двух третей от 500 000 жителей.

## Список резолюций СБ ООН
Данные резолюции продлевали мандат Миссии Организации Объединённых Наций по референдуму в Западной Сахаре.
1. Резолюция Совета Безопасности ООН 1754
2. Резолюция Совета Безопасности ООН 377
3. Резолюция Совета Безопасности ООН 1675
4. Резолюция Совета Безопасности ООН 1720
5. Резолюция Совета Безопасности ООН 725
6. Резолюция Совета Безопасности ООН 1002
7. Резолюция Совета Безопасности ООН 1017
8. Резолюция Совета Безопасности ООН 1033
9. Резолюция Совета Безопасности ООН 1042
10. Резолюция Совета Безопасности ООН 1108
11. Резолюция Совета Безопасности ООН 1495
12. Резолюция Совета Безопасности ООН 1871
13. Резолюция Совета Безопасности ООН 1920
14. Резолюция Совета Безопасности ООН 1979
15. Резолюция Совета Безопасности ООН 379
16. Резолюция Совета Безопасности ООН 380
17. Резолюция Совета Безопасности ООН 621
18. Резолюция Совета Безопасности ООН 658
19. Резолюция Совета Безопасности ООН 690
20. Резолюция Совета Безопасности ООН 809
21. Резолюция Совета Безопасности ООН 907
22. Резолюция Совета Безопасности ООН 973
23. Резолюция Совета Безопасности ООН 995
24. Резолюция Совета Безопасности ООН 1056
25. Резолюция Совета Безопасности ООН 1084
26. Резолюция Совета Безопасности ООН 1131
27. Резолюция Совета Безопасности ООН 1133
28. Резолюция Совета Безопасности ООН 1148
29. Резолюция Совета Безопасности ООН 1163
30. Резолюция Совета Безопасности ООН 1185
31. Резолюция Совета Безопасности ООН 1198
32. Резолюция Совета Безопасности ООН 1204
33. Резолюция Совета Безопасности ООН 1215
34. Резолюция Совета Безопасности ООН 1224
35. Резолюция Совета Безопасности ООН 1228
36. Резолюция Совета Безопасности ООН 1232
37. Резолюция Совета Безопасности ООН 1235
38. Резолюция Совета Безопасности ООН 1238
39. Резолюция Совета Безопасности ООН 1263
40. Резолюция Совета Безопасности ООН 1282
41. Резолюция Совета Безопасности ООН 1292